# Мако (акула)
Ма́ко, или акула-мако, или обыкновенная акула-мако, или чернорылая акула, или макрелевая акула, или серо-голубая акула, или серо-голубая сельдевая акула (лат. Isurus oxyrinchus), — крупная акула семейства сельдевых акул.
Это типичные обитатели пелагиали открытого океана, которые считаются наиболее быстрыми из всех существующих акул. У них характерное для сельдевых акул веретенообразное продолговатое тело с заострённым рылом. Дорсальная поверхность тела окрашена в тёмно-синий цвет, брюхо белое. Максимальная зарегистрированная длина тела — 4,45 м.
Как и прочие представители семейства сельдевых акул, они могут поддерживать температуру тела выше окружающей среды за счёт эндотермии. Питаются акулы-мако в основном пелагическими и придонными костистыми рыбами. Размножаются яйцеживорождением с оофагией.
Это один из самых агрессивных видов акул, который представляет опасность и для человека. Вместе с тем мясо акулы-мако употребляется в пищу, и она является объектом промышленного рыболовства. Акулы-мако широко распространены в умеренных и тропических водах всех океанов. Тем не менее этому виду акул присвоен статус МСОП «Вымирающий».

## Систематика и этимология названия
Впервые научное описание акулы-мако сделал Константин Рафинеск в 1810 году. Голотип не назначен. Родовое название происходит от слов др.-греч. ἴσος — ‛равный’ и οὐρά — ‛хвост’, а видовое от слов ὀξύς — ‛острый’ и ῥίς — ‛нос’. Просторечное название «мако» происходит из языка маори. Оно означает одновременно и ‛акула’, и ‛акулий зуб’. Вероятно, изначально оно произошло от одного из полинезийских диалектов. Первое письменное упоминание названия «мако» было сделано в 1820 году в словаре «Grammar and vocabulary of the language of New Zealand» и означало ‛некая рыба’. В следующей книге, изданной в 1848 году, было дано уже более развёрнутое описание — «акула, чьи зубы столь высоко ценит народ маори».

## Ареал
Акула-мако обитает повсеместно в водах умеренных и тропических морей. Выделяют три основные области распространения акул-мако: атлантическую, тихоокеанскую (северо-восточная) и индо-тихоокеанскую.
В северо-западной Атлантике эти акулы чаще всего встречаются между 20° с. ш. и 40° с. ш. от Гольфстрима на западе вплоть до Срединно-Атлантического хребта на востоке. В западной части Атлантики они попадаются от залива Мэн до юга Бразилии и, возможно, севера Аргентины, включая Бермудские острова, Мексиканский залив и Антильские острова. В восточной Атлантике они населяют прибрежные воды Норвегии, Британских островов, Марокко, Азорских островов, Западной Сахары, Мавритании, Сенегала, Кот-д’Ивуар, Ганы, южной Анголы, вероятно, Намибии и ЮАР.
Предполагается, что в северо-восточной Атлантике Гибралтарский пролив служит естественным питомником для акул данного вида.
У побережья Бразилии между 17° ю.ш. и 35° ю.ш. акулы-мако спариваются и приносят потомство, там же подрастает молодь. Здесь попадаются самки на позднем сроке беременности. Представители уругвайского тунцоловного флота круглый год наблюдают этих акул у берегов Уругвая. В качестве прилова в сети изредка попадаются новорождённые данного вида, но никогда не встречались беременные самки.
В западной части Средиземного моря акулы-мако широко распространены, в восточной части (Эгейское и Мраморное моря) они встречаются реже. Недавние исследования показали, что на западе Средиземного моря находятся природные питомники этих акул. Вероятно, туда приплывают особи, принадлежащие атлантической субпопуляции. В Лигурийском море были пойманы две новорождённые акулы данного вида. В Чёрном море акул-мако нет. С 1972 года нет данных о присутствии данного вида в восточной части Адриатики.
В Индо-Тихоокеанском регионе их можно встретить в водах Мозамбика, Мадагаскара, Маврикия, Кении, в Красном море, на Мальдивах, у берегов Ирана, Омана, Пакистана, Индии, Индонезии, Вьетнама, Китая, Тайваня, Кореи, Японии, Приморского края (Россия), Австралии (за исключением Арафурского моря, залива Карпентария и Торресова пролива), Новой Зеландии, Новой Каледонии и Фиджи.

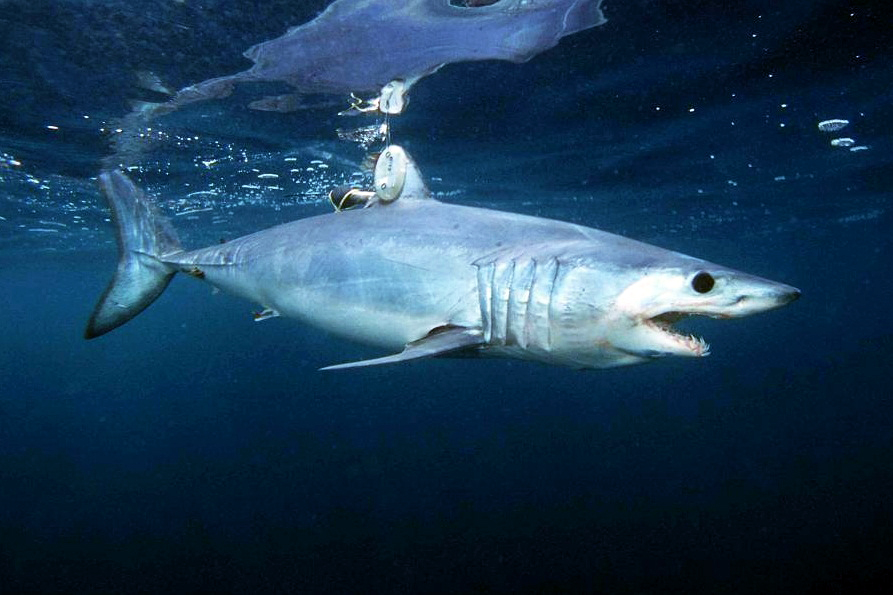

В центральной части Тихого океана ареал данного вида простирается от Алеутских островов до Островов Общества, включая Гавайи. В восточной части Тихого океана эти акулы встречаются у берегов США, Мексики, Коста-Рики, Эквадора, Перу и Чили.
Акулы-мако попадаются как у берега, так и в открытом море на глубине до 500 м. Они предпочитают воду температурой не ниже 16 °C. В целом, довольно точным признаком присутствия акул-мако являются меч-рыбы, поскольку они обитают в аналогичных природных условиях и являются частью их рациона.
В поисках добычи или партнёра для спаривания эти акулы преодолевают большие расстояния. В декабре 1988 года самка акулы-мако, помеченная у берегов Калифорнии, была повторно поймана в центральной части Тихого океана японским исследовательским судном. В общей сложности она преодолела 2776 км. Другая акула за 37 дней проделала путь в 2128 км, проплывая в среднем по 58 км в день. У данного вида наблюдается сегрегация по полу, по крайней мере, в некоторых областях ареала. 71 % улова, добытого с августа по январь при помощи сетей у берегов Нового Южного Уэльса (Австралия), составляют самцы, тогда как в сети в открытом море у побережья Квазулу-Наталь (ЮАР) попадаются исключительно самки. Самцы ловятся только у берега. В водах ЮАР с мая по ноябрь, когда температура падает, самцов встречается в 1,4 раза больше, чем самок. Подростки, обитающие у берегов Южной Калифорнии, 90 % времени проводят в перемешанном водном слое температурой 20—21 °C над термоклином, который находится на глубине 14—20 м. Крупные взрослые самки совершают миграции от мыса Канаверал (Флорида) до Багамских островов, проводя большую часть времени под перемешанным слоем и в некоторых случаях опускаясь на глубину до 400 м.

## Описание
Акулы-мако достигают довольно крупных размеров. Средняя длина взрослых особей составляет около 3,2 м, а масса — 300-450 кг. Самки крупнее самцов, они вырастают до 3,8 м, достигая массы 554 кг. Самая крупная зарегистрированная акула данного вида, пойманная у побережья Франции в сентябре 1973 года, имела длину 4,45 м, и есть предположения, что это не предел. По фотографии акулы, пойманной в конце 1950-х годов у побережья Мармариса (Турция), была вычислена её вероятная длина, которая составила около 5,85 м. Знаменитый американский писатель Эрнест Хемингуэй поймал на спиннинг акулу-мако весом 357 кг.

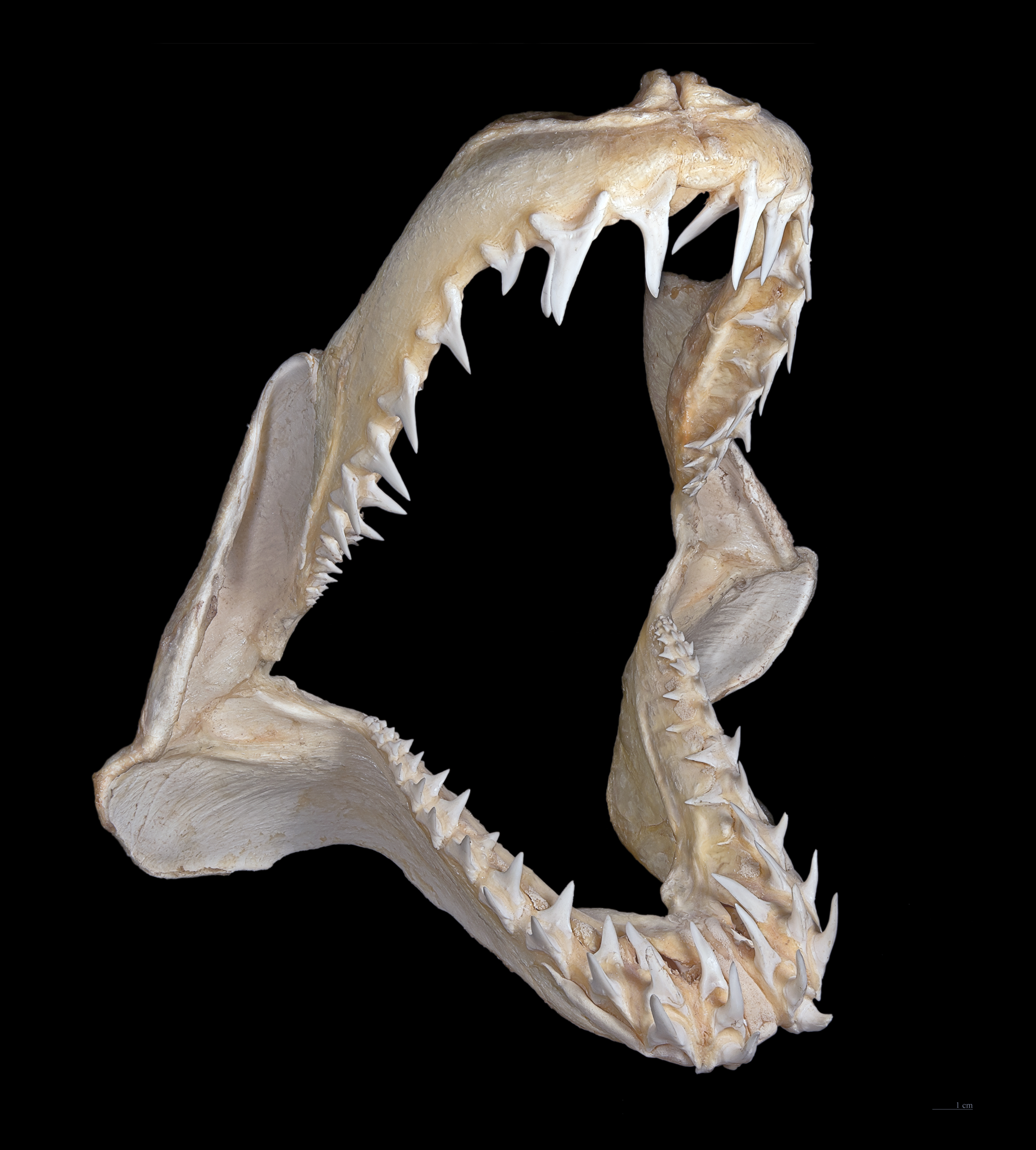
Челюсти акулы-мако

У этих акул стройное веретенообразное тело, вытянутая голова и длинное коническое заострённое рыло. Зубы очень острые, тонкие, без зазубрин по краям, загнуты внутрь. Передние нижние зубы сильно выступают, их хорошо видно даже при закрытой пасти. Грудные плавники довольно узкие, передний край короче головы и составляет 16—22 % от длины тела. Первый спинной плавник крупный, его основание расположено позади основания грудных плавников, вершина закруглена. У акул длиной более 185 см высота первого спинного плавника превышает длину его основания. Второй спинной и анальный плавники крошечного размера, расположены друг напротив друга близко к хвостовому плавнику. На хвостовом стебле имеются мощные кили. Хвостовой плавник в форме полумесяца. У края верхней лопасти расположена крошечная выемка. Нижняя лопасть хорошо развита и почти равна по размеру верхней лопасти. Глаза небольшие. Рот изогнут в форме буквы U. Общее количество позвонков колеблется между 182 и 195 (обычно менее 190). Спина и бока живых акул окрашены в серовато-голубой цвет, брюхо белое. У Азорских островов встречаются особи с тёмной окраской нижней части головы.

## Биология
Этот вид считается самым проворным среди акул. Мощные рыбы способны в ходе бросков развивать скорость до 74 км/ч, выпрыгивать из воды на высоту до 6 м и совершать серию прыжков. Перед нападением они могут взъерошивать чешую, усиливая гольф-эффект (снижение турбулентности). Подобно прочим представителям семейства сельдевых акул, акулы-мако за счёт эндотермии способны поддерживать повышенную относительно окружающей среды температуру тела. Эффект обеспечивается комплексом кровеносных сосудов под названием лат. Rete mirabile — ‛чудесная сеть’. Это плотное переплетение вен и артерий, которое пролегает по бокам туловища рыбы. Оно позволяет удерживать тепло, подогревая холодную артериальную кровь за счёт венозной, разогретой работой мышц крови. Таким образом поддерживается более высокая температура мускулатуры, мозга, внутренних органов и глаз. Температура мышц может отличаться от температуры окружающей среды на 1—10 °С. В холодной воде разница температур больше, чем в тёплой: в воде с температурой 15 °C внутренняя температура может достигать 19—25 °C, а при 27 °C — 27—29 °С.

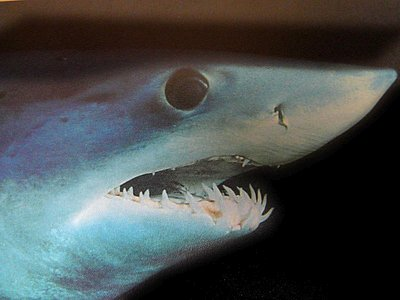
Голова акулы-мако

Акулы-мако способны стремительно ускоряться. В одном эксперименте было установлено, что неполовозрелая особь данного вида, преследуя приманку, сумела за 2 секунды преодолеть дистанцию 30 м, развив скорость с нуля до 110 км/ч. Акулы совершают длительные миграции, особенно в самых северных и южных областях своего ареала. Они склонны следовать за массами тёплой воды, летом перемещаясь по направлению к полюсам. Миграции были исследованы путём мечения. В ходе одного исследования, проведённого у северо-западного побережья США между 1962 и 1989 годами, было помечено 2459 акул. Процент повторной поимки составил 9,4 %. Среди них 64 % попались на расстоянии до 500 км от места мечения, однако, 13 % акул уплыли на расстояние до 1600 км, часть была поймана на Азорских островах, а одна акула переплыла Атлантический океан, преодолев 4000 км, и оказалась у берегов Испании.
Акулы-мако — энергичные и восприимчивые хищники, чутко реагирующие на пищу. Бывали случаи, когда они на большой скорости приближались к дайверам, отклоняясь от контакта в последней момент. Вероятно, они ведут себя подобным образом и с соплеменниками. Приблизительно у четверти из 156 акул этого вида, попавших в акульи сети у побережья Квазулу-Наталь, имелись повреждения, включая откушенные кончики плавников и птеригоподий и следы от зубов на брюхе, боках, грудных плавниках и в области жабр. Эти повреждения они могли получить как при кормлении рядом с другими акулами, так и при спаривании. Приближение с открытой пастью к дайверам выражает угрозу, как и у белых акул.
Согласно статистике в акульих сетях у берегов Квазулу-Наталь живыми находят 6 % акул-мако, 16 % белых акул и 33 % обыкновенных песчаных акул. Этот факт свидетельствует о различиях в степени активности и потребности в кислороде у этих видов.
Молодые акулы-мако могут стать добычей более крупных акул, в том числе и своих соплеменников. У берегов Калифорнии и в Средиземном море попадались белые акулы, у которых в желудках находили останки небольших, длиной до 2 м, акул-мако. В ЮАР на берегу нашли откушенную голову акулы-мако со следами зубов белой акулы. Никаких следов от рыболовных орудий на ней не было. Там же была поймана живая акула, у которой на хвосте имелись следы от зубов белой акулы. Вероятно, хищница схватила жертву за хвост, но затем упустила её. Однако, сталкиваясь с белыми акулами мако вполне могут постоять за себя — известен случай, в котором акула-мако преследовала белую акулу заметно крупнее себя. Другие хищники, вероятно, представляющие угрозу для акул мако, это гребнистые крокодилы и косатки. На акулах-мако паразитирует ряд веслоногих ракообразных: Dinemoura latifolia, Echthrogaleus denticulatus, Pandarus smithi, Anthosoma crassum и Nemesis lamna.

### Питание
Акулы-мако питаются в основном пелагическими и придонными костистыми рыбами, включая речных угрей, бельдюг, анчоусов, менхэденов, сардин и прочих сельдевых, рыб-ворчунов, пилозубов, сарганов, сайр, тресковых, морских щук, мерлуз, бериксов, горбылёвых, кефаль, австралийских лососей, строматеев, луфарей, скумбрий, каменных окуней, морских карасей, волосохвостов, змеевидных макрелей, меч-рыб, парусников, тунцов, центролофовых, скорпеновых, морских петухов и даже морских коньков, иглобрюхов, рыб-ежей и кузовков. В северо-западной Атлантике 78 % рациона составляют луфари.
Эти акулы охотятся и на пластиножаберных, таких как синяя акула, серые акулы (тёмная акула, короткопёрая серая акула, серая акула Сейла и чернопёрая акула), остроносая длиннорылая акула, молотоголовые акулы (бронзовая молот-рыба и обыкновенная акула-молот), ромбовых скатов, орляков и бычерылов. У побережья Квазулу-Наталь важным источником пищи служат небольшие, длиной до 1,3 м, акулы, в том числе молодь тёмной акулы. В южноафриканских водах основу их рациона составляют пластиножаберные, за ними следуют костистые рыбы и головоногие (кальмары), однако в северо-западной Атлантике и у берегов Нового Южного Уэльса главным источником пищи являются костистые рыбы.

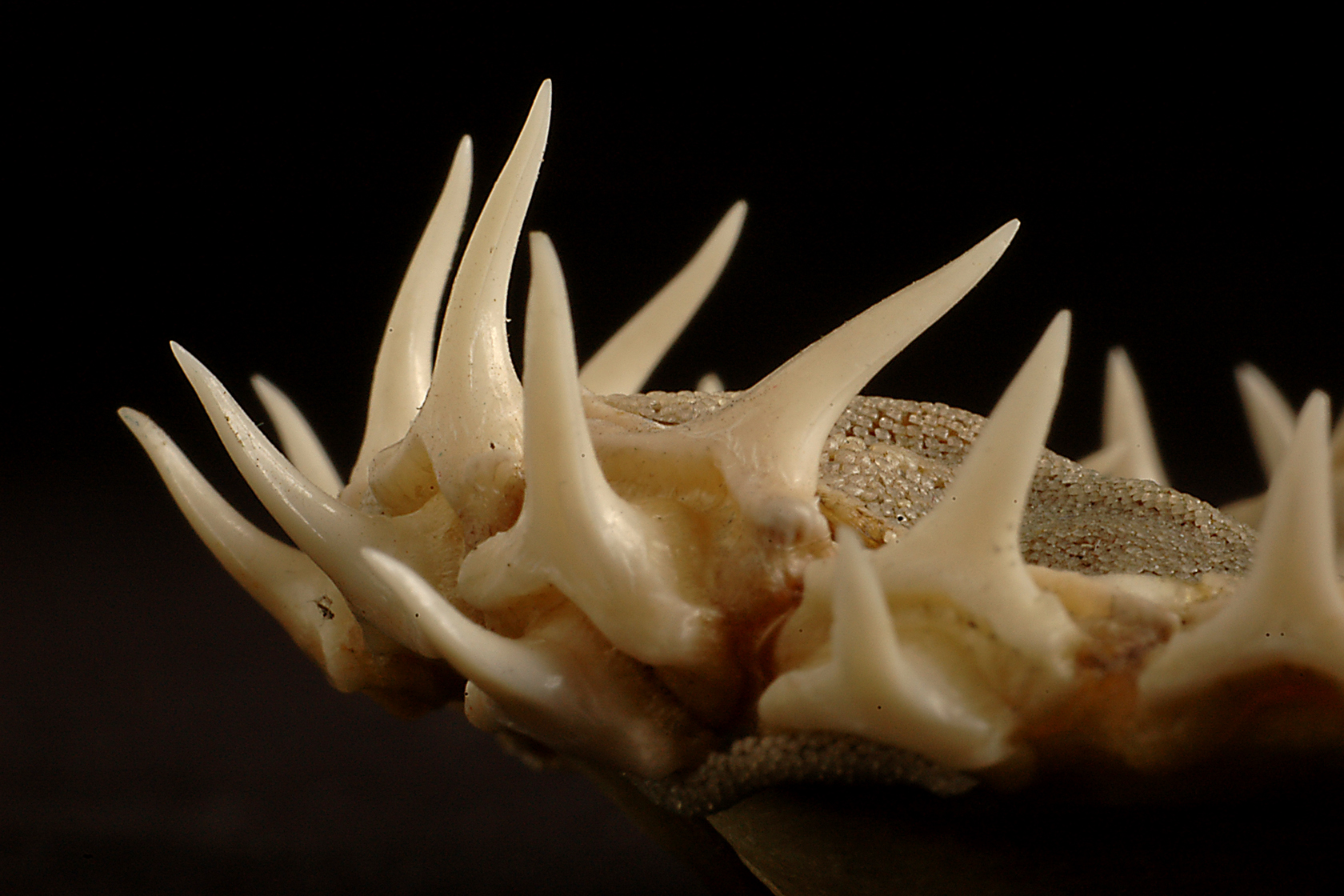
Зубы акулы-мако

Важную роль в рационе акул-мако играют и головоногие моллюски, в том числе кальмары (Loliginidae, Ancistrocheiridae, Lycoteuthidae, Octopoteuthidae, Histioteuthidae, Gonatidae, Ommastrephidae) и каракатицы. В желудках акул находили остатки морских черепах, мелких китообразных, сальпид, равноногих ракообразных, креветки, губки, саргассовые водоросли и даже камни.
Морские млекопитающие редко становятся их добычей. Крупные особи могут атаковать дельфинов. У акул, чья длина превышает 3 м, зубы имеют несколько иную форму: треугольные верхние зубы более широкие и плоские. Такая форма лучше приспособлена для охоты на морских млекопитающих, чем шилообразные зубы мелких особей. В целом ластоногие не являются объектом охоты акул-мако. В отличие от белых и тигровых акул, они не поедают туши мёртвых китов.
Акулы-мако охотятся в основном у поверхности воды, хотя вблизи берега они могут кормиться и у дна. Иногда они поедают рыбу, попавшую на крючок или запутавшуюся в сетях. Обычно они нападают на жертву снизу и откусывают кусок плоти. Укус в хвостовой стебель лишает добычу подвижности. В желудках двух акул-мако массой 300 кг и 360 кг были обнаружены меч-рыбы весом 54 кг и 67 кг. По-видимому, между акулами-мако и меч-рыбами разыгрываются настоящие сражения, о чём свидетельствует обнаруженный на берегу вблизи Джибути труп акулы с обломком рострума меч-рыбы длиной 45 см, пробившего её тело позади жаберных щелей. Кроме того, у берегов Ганзирри и острова Липари, Сицилия, находили акул-мако с засевшими у них в голове или в области жабр рострумами. Меч-рыбы приплывают в эти места на нерест весной и ранним летом.

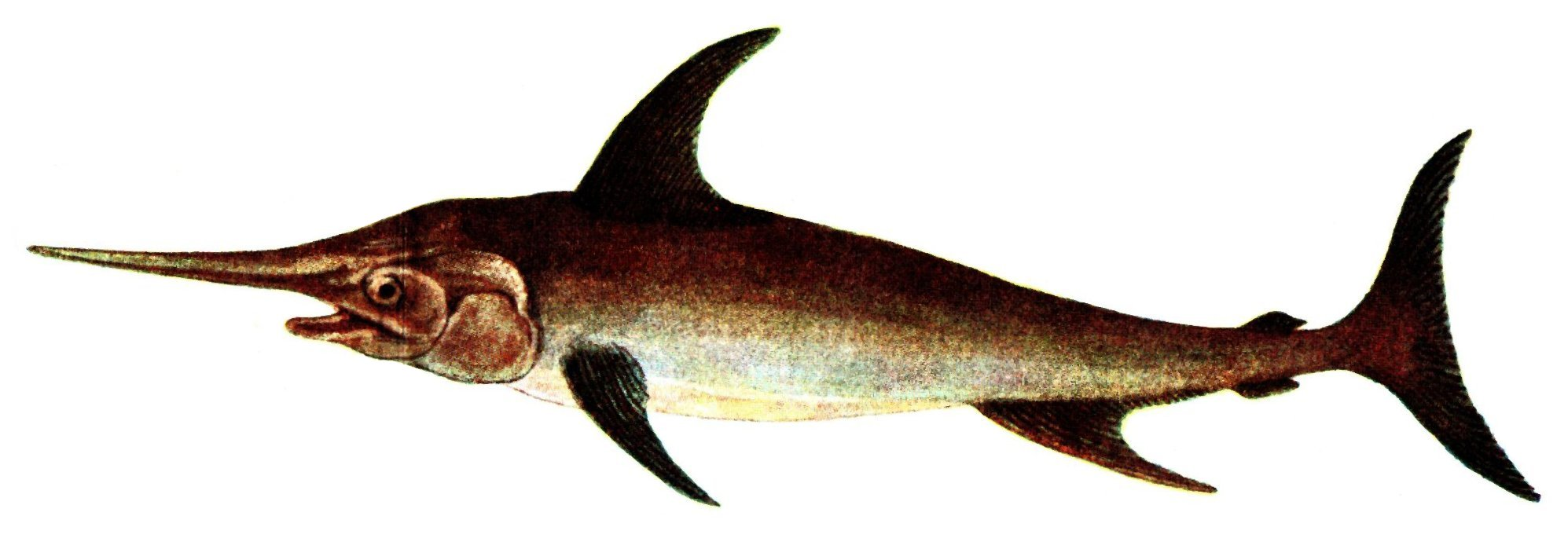
Меч-рыба — грозный соперник акулы-мако

### Размножение и жизненный цикл
Акулы-мако размножаются яйцеживорождением. Эмбрионы питаются желтком и неоплодотворёнными яйцами (внутриутробная оофагия). В помёте от 4 до 30 (в среднем от 10 до 18) новорожденных длиной около 70 см. Численность помёта напрямую коррелирует с размерами матери. Соотношение самцов и самок среди акул, попавшихся в акульи сети у берегов Квазулу-Наталь, колеблется в зависимости от сезона от 0,6:1 до 2,5:1. В целом самцы преобладают круглый год за исключением периода с января по апрель. Среди 171 пойманных акул соотношение самцов к самкам равнялось 1,4:1. В обоих полушариях роды большей частью происходят с поздней зимы до середины лета. По оценкам у побережья Квазулу-Наталь роды происходят поздней весной (конец ноября), а спаривание — осенью (с марта по июнь). Продолжительность беременности составляет около 15—18 месяцев. Считается, что самка в течение 18 месяцев после появления маленьких детёнышей не оплодотворяется, после чего вновь вырабатывает яйцеклетку и ждёт спаривания. У взрослых самцов наблюдаются сезонные колебания гонадосоматического индекса (отношение массы гонад к массе тела), зимой он выше, чем летом. У взрослых самок гонадосоматический индекс позитивно коррелирует с гепатосоматическим индексом (отношение массы печени к массе тела): у особей с крупными яичниками размер печени больше.
Исследование, проведённое в 2006 году, опровергло предыдущие неточные сведения о возрасте и размерах половозрелых акул-мако, обитающих на севере Атлантики. Согласно этому исследованию максимальная продолжительность жизни была зафиксирована у самца длиной 2,60 м — 29 лет и у самки длиной 3,35 м — 32 года. 50 % самцов достигают половой зрелости в возрасте 8 лет при длине 1,85 м, а 50 % самок — в возрасте 18 лет при длине 2,75 м. Исследование, проведённое в 2009 году, подтвердило эти данные.

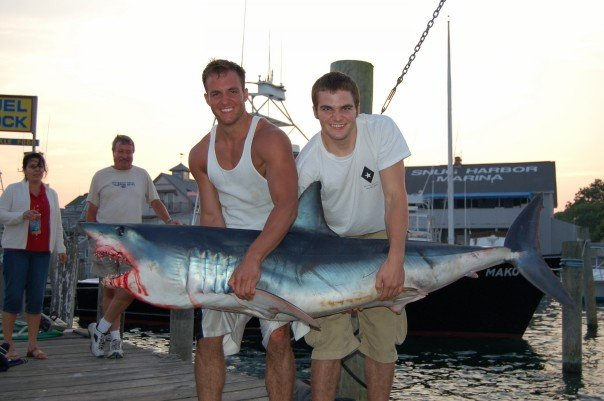
Пойманная акула-мако

## Эволюция и филогенез
Эволюционные связи акулы-мако и других современных и вымерших видов сельдевых акул остаются во многом неясными. Предком этой группы, вероятно, была Isurolamna inflata, которая жила примерно 65—55 млн лет назад и имела небольшие узкие зубы с гладкими краями и двумя боковыми зубчиками. В этом семействе наблюдалась тенденция к увеличению зубов в ходе эволюции, а также к их зазубриванию и росту их относительной ширины, что знаменует переход от хватательной функции зубов к режущей и рвущей. В противовес этой тенденции у акулы-мако зубы не имеют зазубрин.
В 2012 году исследователи из Флоридского Университета опубликовали описание челюстей и зубов ископаемой акулы Carcharodon hubbelli. Этот вид рассматривается как переходная форма между акулами-мако и белой акулой. Эти ископаемые остатки были обнаружены ещё в 1988 году в формации Писко в Перу, их возраст оценивается примерно в 6,5 млн лет.

## Акула-мако и человек
Акулы-мако опасны для человека. В списке International Shark Attack File за период с 1980 по 2010 числится 42 атаки на человека, 3 из которых закончились летально, а также 20 нападений на лодки. Размеры, скорость и мощь позволяют этим рыбам нанести людям серьезные увечья и даже убить, однако акулы, по-видимому, обычно не рассматривают людей как пищу. Большинство нападений было спровоцировано, зачастую люди получают травмы в ходе поимки акул, например, они могут напасть на ранившего их гарпунщика. Дайверы, наблюдавшие акул-мако, говорят, что перед нападением они двигаются по траектории в виде восьмёрки и приближаются с открытой пастью. Кроме того, в присутствии пищи, например, загарпуненной рыбы, они могут стать очень агрессивными.
Иногда акулы-мако кусают лодки, по частоте такие случаи стоят на втором месте после инцидентов с белой акулой. Чаще всего такое происходит при вываживании пойманной на крючок рыбы, поэтому такие нападения расцениваются как спровоцированные. Популярная и специализированная рыболовная литература изобилует историями, в которых эти акулы кусают лодки и даже запрыгивают на борт судна.
В последние годы акулы стали объектом экотуризма. Несколько популярных мест для погружений есть у южного побережья Калифорнии, у берегов Южной Африки и на Мальдивах.

### Содержание в неволе
До сих пор не был разработан метод, позволяющий содержать и разводить акул-мако в неволе.
Среди всех видов пелагических акул, которых пытались содержать в неволе, у акул-мако самые худшие перспективы, даже по сравнению с длиннокрылой, синей и белой акулами, которых также очень трудно содержать в неволе. Дольше всего (5 дней) акула этого вида прожила в аквариуме в Нью-Джерси. В этом случае, как и при ранее совершённых попытках, рыба поступила в аквариум в хорошем состоянии, но вскоре начала биться о стены, отказалась от пищи, быстро ослабла и погибла.

### Промысловое значение и охрана
Акулы-мако являются важным объектом коммерческого промысла. По всему ареалу, особенно в странах, где есть быстроходный морской флот, их добывают с помощью ярусов, ставных и дрифтерных жаберных сетей, а также на крючок. Их мясо высоко ценится. В Испании они составляют 9,5—10 % от общего улова пелагических акул. По всему миру акулы-мако попадают в качестве прилова в ярусы, расставленные на меч-рыбу и тунца. Они являются ценным объектом спортивного рыболовства. В 1989 году возле Кореи ярусами было добыто 5932 тонн акулы-мако. Улов тем же орудием возле северного побережья Испании в 1983—1984 годах составил 304—366 тонн, тогда как в 1985 году было добыто 763 тонны. По оценкам, в начале 1990-х годов испанский рыболовный флот добывал в Атлантике и Средиземном море по 750 тонн акул-мако ежегодно. Несколько ранее акулы-мако составляли 7 % (около 2500 тонн) от пелагического ярусного улова испанского флота в Атлантике. Добыча акул
этого вида в качестве прилова у Азорских островов около 1990 года снизилась. Португальский флот выловил в северной Атлантике с помощью ярусов около 698 тонн акул-мако за 1993—1996 годы и 340 тонн с 1997 по 2002 год. В Намибии пелагический ярусный улов оценивается в 123 тонны за 2001 год, 399 тонн за 2002 год и 393 тонны за 2003 год. В Уругвае с начала 1980-х годов улов возрастал, достигнув в 1984 году 144 тонн, после чего упал до 10—20 тонн в год в 1990-х, но резко вырос в 2003 году (около 220 тонн). Улов акул-мако бразильского ярусного флота, базирующегося в Сантусе, за период с 1971 и 1990 год колебался в пределах от 13,3 до 138,3 тонн ежегодно. Несмотря на увеличившийся объём добычи улов на единицу промыслового усилия остаётся в этом регионе достаточно стабильным.
Количество акул этого вида, вылавливаемых в Лигурийском море, стремительно сокращалось с 1950 года, сейчас они почти исчезли. Недавние исследования состава прилова, пойманного в ходе добычи меч-рыбы в западной части Средиземного моря, показали, что попадаются в основном неполовозрелые акулы-мако. Вероятно, в этом регионе находится природный питомник популяции акул, обитающих в восточно-центральной Атлантике. В восточной Адриатике акулы-мако не встречались с 1972 года.
Несмотря на запрет дрифтерного лова, его продолжают практиковать нелегально. Марокканские рыбаки ловят меч-рыбу с помощью дрифтерных сетей круглый год. Акулы-мако являются для них вторым по значимости после меч-рыбы объектом промысла. Дрифтерные сети могут достигать длины 1,8—3,6 км.
В 2005 году был сделан отчёт, согласно которому в Средиземном море при добыче тунца и меч-рыбы поймали 321 акулу-мако. Из них 268 особей выловили в море Альборан, 42 на Балеарских островах, 2 у берегов Каталонии и только 8 в центральной и восточной части Средиземного моря, то есть в Левантийском море. Большинство акул были неполовозрелыми, лишь несколько взрослых особей попалось в Левантийском море. Все акулы-мако, пойманные у южного побережья Испании (всего, 595 особей), не достигли половой зрелости.
В 1989 году у берегов Японии при добыче лосося было поймано около 15 тонн акул-мако, а в 1990 году при добыче кальмара — 63 тонны. Кроме того, в японские крупноячеистые дрифтерные сети в южной части Тихого океана в 1990 году попалось 268 тонн акул-мако. Испанский флот активно развивает ярусный промысел меч-рыбы в тихоокеанском регионе: акулы-мако составляют около 5 % от общего улова (600—700 тонн). Ярусный рыболовный флот каждый год добывает по 100—200 тонн акул-мако в водах Новой Зеландии и по 100 тонн в австралийских водах.
Мясо акул-мако употребляют в пищу. Оно поступает на рынок в свежем, замороженном, копчёном и солёно-вяленом виде. Из жира печени производят витамины, плавники используют для приготовления супа, шкуру выделывают, а зубы и челюсти служат сувенирами.
В 2010 году Гринпис включил акулу-мако в красный список «Greenpeace International Seafood Red list». В том же году акула-мако была включена в Приложение I Боннской конвенции. Международный союз охраны природы присвоил этому виду статус «Вымирающий».

## Образ Акулы-мако в культуре
- Акулы-мако служат антагонистами в фильме ужасов «Глубокое синее море», вышедшем на экран в 1999 году. В сюжете прослеживаются параллели с ранее выпущенной серией «Челюсти», в которой антагонистами служат белые акулы[54].
- В повести Э. Хемингуэя «Старик и море» фигурируют акулы-мако:

 Это была очень большая акула-мако, созданная для того, чтобы плавать так же быстро, как плавает самая быстрая рыба в море, и всё в ней было красиво, кроме пасти. Спина у неё была такая же голубая, как у меч-рыбы, брюхо серебряное, а кожа гладкая и красивая, и вся она была похожа на меч-рыбу, если не считать огромных челюстей, которые сейчас были плотно сжаты. Она быстро плыла у самой поверхности моря, легко прорезая воду своим высоким спинным плавником. За плотно сжатыми двойными губами её пасти в восемь рядов шли косо посаженные зубы. Они были не похожи на обычные пирамидальные зубы большинства акул, а напоминали человеческие пальцы, скрюченные, как звериные когти. Длиною они не уступали пальцам старика, а по бокам были остры, как лезвия бритвы. Акула была создана, чтобы питаться всеми морскими рыбами, даже такими подвижными, сильными и хорошо вооружёнными, что никакой другой враг им не был страшен.Оригинальный текст (англ.)He was a very big Mako shark built to swim as fast as the fastest fish in the sea and everything about him was beautiful except his jaws. His back was as blue as a sword fish's and his belly was silver and his hide was smooth and handsome. He was built as a sword fish except for his huge jaws which were tight shut now as he swam fast, just under the surface with his high dorsal fin knifing through the water without wavering. Inside the closed double lip of his jaws all of his eight rows of teeth were slanted inwards. They were not the ordinary pyramid-shaped teeth of most sharks. They were shaped like a man's fingers when they are crisped like claws. They were nearly as long as the fingers of the old man and they had razor-sharp cutting edges on both sides. This was a fish built to feed on all the fishes in the sea, that were so fast and strong and well armed that they had no other enemy. 